# Baron Strathcona et Mont-Royal
Le baron Strathcona et Mont-Royal, du Mont-Royal dans la province de Québec et du Dominion du Canada et de Glencoe dans le comté d'Argyll en Écosse, est un titre dans la pairie du Royaume-Uni. Il a été créé en 1900 pour le financier et homme politique canadien d'origine écossaise Donald Smith, 1er baron Strathcona et Mont-Royal. Le titre s'est transmis à sa fille unique, Margaret Charlotte, faute d'héritiers mâles.
À sa mort en 1914, sa fille Margaret Charlotte acquiert le titre de son père. Elle était l'épouse de Robert Jared Bliss Howard, un chirurgien. Leur fils aîné, le troisième baron, a représenté North Cumberland à la Chambre des communes britannique comme unioniste de 1922 à 1926 et a servi dans le gouvernement national en tant que capitaine des Yeomen de la Garde de 1931 à 1934 et en tant que sous-secrétaire d'État pour la guerre de 1934 à 1939. Le fils de ce dernier, le quatrième baron, lui succède en 1959, et servit sous la direction de Margaret Thatcher comme ministre d'État au ministère de la Défense de 1979 à 1981. Son fils, le cinquième baron, lui succède en 2018.
Le premier baron a légué près de 2 millions de dollars à des établissements d'enseignement, dont 500 000 dollars à l'Université de Yale. En conséquence, Sheffield-Sterling-Strathcona Hall, une salle de classe et un bâtiment administratif sur le campus de Yale, est partiellement nommé en son honneur.
Le siège familial est Colonsay House sur l'île de Colonsay, dans les Hébrides intérieures écossaises.

## Liste des barons Strathcona et Mont-Royal
- 1900-1914 : Donald Alexander Smith, 1er baron Strathcona et Mont-Royal (1820-1914)
- 1914-1926 : Margaret Charlotte (Smith) Howard, 2e baronne Strathcona et Mont-Royal (1854-1926)
- 1926-1959 : Donald Sterling Palmer Howard, 3e baron Strathcona et Mont-Royal (1891-1959)
- 1959-2018 : (Donald) Euan Palmer Howard, 4e baron Strathcona et Mont-Royal (1923-2018)
- Depuis 2018 : (Donald) Alexander Smith Howard, 5e baron Strathcona et Mont-Royal (né en 1961)

L'héritier apparent est le fils de l'actuel détenteur, l'honorable Donald Angus Ruaridh Howard (né en 1994)

## Ligne de succession
,
- Donald Alexander Smith, 1er baron (1820-1914)
  -  Margaret Charlotte (Smith) Howard, 2e baronne (1854-1926)
    -  Donald Sterling Palmer Howard, 3e baron (1891-1959)
      -  (Donald) Euan Palmer Howard, 4e baron (1923-2018)
        -  (Donald) Alexander Smith Howard, 5e baron (né en 1961)
          - (1) Honorable Donald Angus Ruaridh Howard (né en 1994)

        - (2) Honorable Andrew Barnaby Howard (né en 1963)
          - (3) Kier Hamish Shackleton Howard (né en 2000)

      - (4) Honorable Jonathan Alan Howard (né en 1933)
        - (5) Olaf Philipson Howard (né en 1970)

    - Honorable Sir Arthur Jared Palmer Howard (1896-1971)
      - Alexander Howard (1930-2014)
        - (6) Shamus Alexander Howard (né en 1962)
        - (7) Harry Alexander Howard (né en 1967)
        - (8) Rory Jared Howard (né en 1973)